# Taras kawiarni w nocy

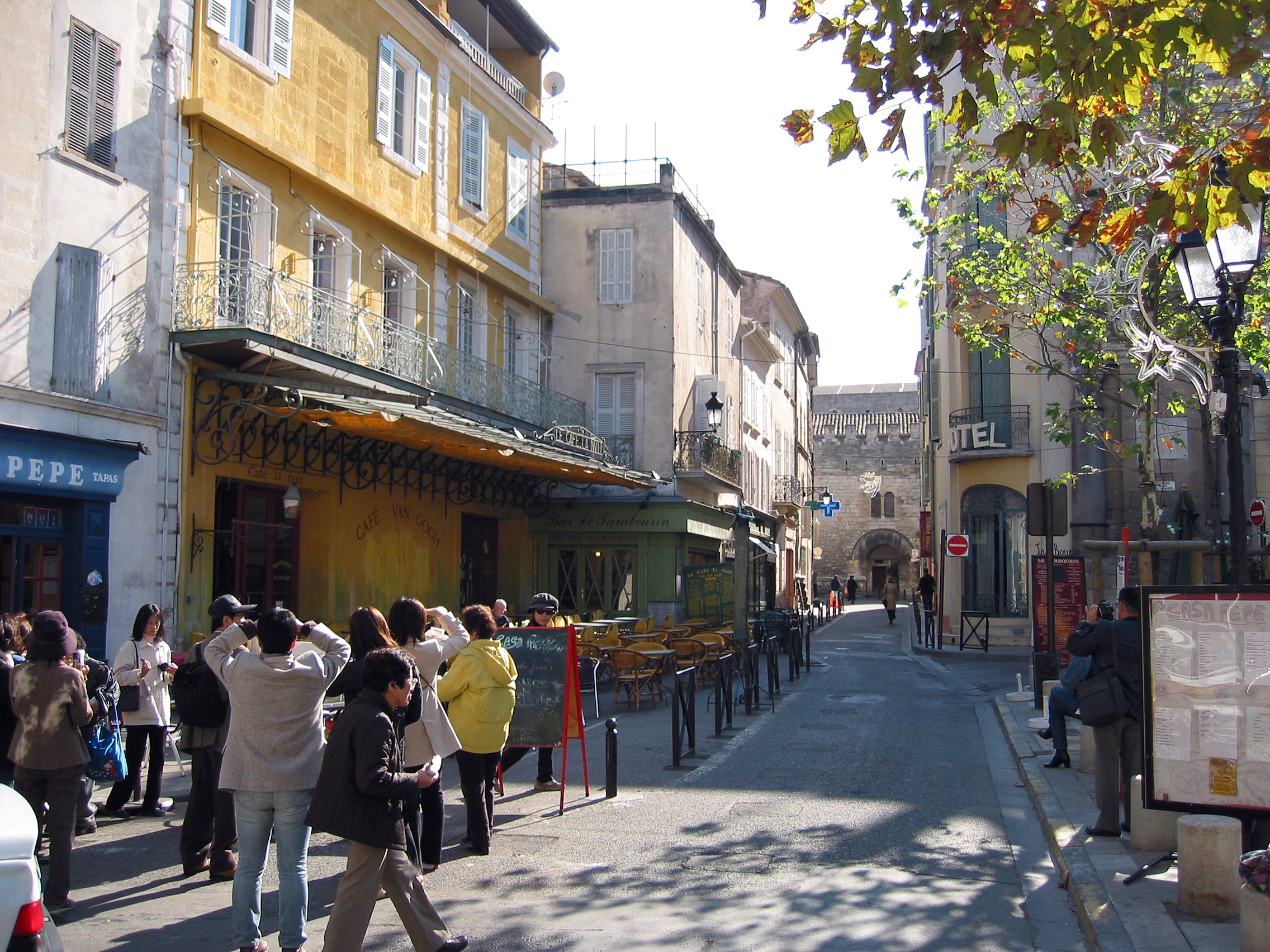
Historyczny pierwowzór obrazu Taras kawiarni w nocy, obecnie Café Van Gogh

Taras kawiarni w nocy (hol. Café-terras aan het Place du Forum, ang. The Cafe Terrace on the Place du Forum, Arles, at Night) – obraz Vincenta van Gogha namalowany we wrześniu 1888 podczas pobytu artysty w miejscowości Arles.
Nr kat.: F 467, JH 1580.

## Historia
Van Gogh po przybyciu do Arles poszukiwał lokalu, w którym mógłby urządzić pracownię artystyczną. W maju 1888 wynajął dom, nazwany od koloru elewacji "Żółtym Domem". Na czas urządzania się wynajął mieszkanie nad  kawiarnią Café de la Gare. Właściciele bezpretensjonalnego, czynnego całą dobę lokalu, Joseph i Marie Ginoux traktowali go hojnie i wkrótce stali się jego przyjaciółmi, natomiast ich kawiarnia stała się tematem obrazu van Gogha: Nocnej kawiarni.
Obraz Taras kawiarni w nocy to jedno z najbardziej znaczących dzieł w karierze van Gogha – był pierwszym, w którym użył on motywu gwiezdnej nocy jako tła. Następnym był obraz Gwiaździsta noc nad Rodanem, namalowany w tym samym miesiącu a trzecim Gwiaździsta noc, powstały w roku następnym. Artysta wspominał o dwóch pierwszych obrazach w liście do znajomego belgijskiego malarza Eugene'a Bocha, napisanym 2 października 1888:
Mój drogi przyjacielu Boch. Wielkie dzięki za Twój list, który sprawił mi wiele przyjemności.(...) Właśnie maluję 7 płócien rozmiaru 30 (...) i [wśród nich] widok kawiarni na placu Forum, dokąd mieliśmy zwyczaj chodzić, malowany w nocy.
W namalowanym portrecie Bocha van Gogh również wykorzystał motyw gwiezdnej nocy jako tło.

## Opis
Po ukończeniu obrazu van Gogh opisywał go z entuzjazmem w liście do siostry Willeminy:
W tych dniach pochłaniała mnie praca nad nowym obrazem przedstawiającym nocną kawiarnię na zewnątrz. Na tarasie widać małe sylwetki ludzi coś popijających. Ogromna, żółta latarnia oświetla taras, fasadę, chodnik, a nawet rzuca światło na bruk ulicy, który nabiera przez to różowo-fioletowego połysku. Ciemnoniebieskie lub fioletowe szczyty domów są niczym niknąca w oddali droga pod błękitnym niebem usianym gwiazdami, przed nimi zielone drzewo. Masz tu nocne malowidło bez czerni, tylko z pięknym błękitem, fioletem i zielenią, a w tym otoczeniu oświetlona, siarkowożółta i cytrynowozielona przestrzeń. Bawi mnie niezmiernie malowanie nocy prosto z marszu. Normalnie obraz szkicuje się i maluje w świetle dnia. Ale ja lubię malować rzecz od razu. To prawda, że w ciemności możesz wziąć błękit za zieleń, blady fiolet za różowy fiolet, kiedy jest trudno odróżnić odcień. Ale to jest jedyny sposób, żeby uwolnić się od naszej konwencjonalnej nocy z jej słabym, bladym, białawym światłem, kiedy nawet zwykła świeczka daje takie bogactwo żółtych i pomarańczowych odcieni.